# 諾曼·洛克威爾博物館
諾曼·洛克威爾博物館（英語：Norman Rockwell Museum）是一座位於美國麻薩諸塞州斯托克布里奇，紀念藝術家諾曼·洛克威爾的藝術博物館，也是世界收藏最多洛克威爾原作的藏館。

## 歷史
位於麻薩諸塞州斯托克布里奇的諾曼·洛克威爾博物館於1969年成立，洛克威爾曾在此地生活25年。1993年起，博物館遷移至當前由建築師羅伯特·斯坦恩所設計建造的建物之中。

## 藏品
除了574件諾曼·洛克威爾的藝術原作外，博物館也收藏了超過10,000件諾曼·洛克威爾的檔案，這些藏品包含了照片，粉絲郵件以及各式商業文件。

## 畫作
1943年，洛克威爾受美國總統富蘭克林·德拉諾·羅斯福於1941年所發表的四大自由演說啟發而創作的四大自由系列畫作。
|  |  |  |  |

## 榮譽
2008年，獲得由國家人文基金會所頒發的美國國家人文獎章。

## 外部連結
- 官方网站